# 'Scuse Me While I Miss the Sky
'Scuse Me While I Miss the Sky, llamado Perdonad si añoro el cielo en España y Reencuentro con el firmamento en Hispanoamérica, es un capítulo perteneciente a la temporada N°14 de la serie animada Los Simpson, estrenado en Estados Unidos el 30 de marzo de 2003. Fue escrito por Dan Greaney y Allan Grazier, dirigido por Steven Dean Moore y la estrella invitada fue Eric Idle como Declan Desmond. En el episodio, Lisa logra que en Springfield apaguen el alumbrado público para poder ver una lluvia de meteoritos.

## Sinopsis
Todo comienza cuando en la Escuela Primaria de Springfield, el cineasta Declan Desmond asiste para filmar a los alumnos y lo que hacían en la escuela. Este le pregunta a Lisa cuáles eran sus pasatiempos, y la niña así decide que era hora de elegir una carrera.
Lisa visita el museo, en donde, luego de ver una presentación animada, decide su futura profesión: astrónoma. Al día siguiente, la niña le pide a Homer un telescopio, y esa noche se prepara para ver las estrellas. Sin embargo, las estrellas no eran visibles, ya que en Springfield había tanta luz y polución que el cielo no se distinguía claramente. Indignada, Lisa decide circular una petición para acabar con la polución en la ciudad.
Una vez que consigue las firmas suficientes, Lisa obliga al alcalde Joe Quimby a apagar las luces y toda la ciudad se maravilla al observar, nítidas, las estrellas en el firmamento. Sin embargo, al no haber luz, los niños aprovechan la oscuridad para robar los adornos de cofre de los autos estacionados en el lugar.
Al ver la delincuencia, los ciudadanos le exigen al alcalde que restablezca el alumbrado. Quimby accede, subiendo al máximo el brillo, haciendo que la noche parezca mediodía. A pesar de que Lisa insistía en que la luz obstruiría la próxima lluvia de meteoritos, la gente parecía estar más feliz con luz y sin estrellas.
A la semana siguiente, ningún miembro de la familia Simpson podía dormir por el exceso de luz, así que Bart ayuda a Lisa para devolverle la oscuridad. Para lograrlo, van a la Planta Nuclear de Springfield con un sonámbulo y manipulable Homer, burlan la seguridad y sumen a la ciudad en la más completa oscuridad.
Inmediatamente, los habitantes del pueblo, reunidos en una iracunda multitud, están a punto de linchar a los niños, pero observan anonadados el fenómeno astronómico, perdonándolos.